# Koninkrijk Israël
Het Koninkrijk Israël (Hebreeuws: מַמְלֶכֶת יִשְׂרָאֵל, Modern Mamlekhet Yisra'el Tiberiaans: Mamléḵeṯ Yiśrāʼēl), ook wel Tienstammenrijk genoemd, wordt in de Hebreeuwse Bijbel beschreven. Volgens de Bijbelse chronologie bestond het van ca. 930 tot 722 v.Chr.

## Voorgeschiedenis

### Verovering en vereniging
Volgens het Bijbelboek Jozua werd Kanaän door de Israëlieten veroverd onder leiding van Jozua, de opvolger van Mozes. Volgens de Bijbelse chronologie vond dit plaats rond het begin van de 14e eeuw v.Chr. In de daarop volgende periode werkten er volgens de Hebreeuwse Bijbel rechters voor een van de twaalf stammen van de Israëlieten of voor een bepaalde stad. Van een verenigd bestuur was nog geen sprake. In die periode riep Abimelech zichzelf tot koning uit. Hij regeerde drie jaar. Dit zou rond 1130 v.Chr. zijn geweest.
Volgens de Bijbelse chronologie vroegen de Israëlieten God rond het eind van de 11e eeuw v.Chr. om een koning. Nadat Saul tot koning over het volk Israël was gezalfd, omstreeks 1025 v.Chr., zou er sprake zijn van een Verenigd Koninkrijk Israël. Zowel van de verovering van Kanaän als het bestaan van een Verenigd Koninkrijk Israël onder Saul, David en Salomo ontbreekt enig (archeologisch) bewijs.

### Splitsing
Volgens 1 Koningen 12 en 2 Kronieken 10 viel het rijk uiteen in 922 v.Chr., na de regering van koning Salomo. Het noordelijke deel, dat tien van de twaalf stammen omvatte, nam de naam "Israël" mee, maar werd ook wel het "Tienstammenrijk" of "Efraïm" genoemd, naar de meest dominante stam. Het rijk hield stand tot 722 v.Chr.. Het zuidelijke deel na de splitsing werd het koninkrijk Juda genoemd. Het omvatte de stammen Juda en Benjamin en werd daarom ook wel het "Tweestammenrijk" genoemd. De Samaritanen claimen nakomelingen te zijn van de Israëlieten van het noordelijke Tienstammenrijk.
De officiële aanleiding voor het uiteenvallen van de eenheidsstaat was een twist over zware belastingen die koning Salomo hief om zijn vele bouwprojecten, zoals de Tempel van Salomo en zijn leger te bekostigen. Tijdens zijn leven was daar geen openlijk verzet tegen gepleegd door het volk. Na Salomo's dood was het de bedoeling dat zijn zoon Rechabeam troonopvolger werd, maar diens echtgenote Maächa stond erop de oude traditie van de moedergodincultus voort te zetten, die haar ouders en ook Salomo zelf aanhingen. Dat was niet naar de zin van de Levieten die de cultus van de vadergod JHWH voorstonden. Beide cultussen tegelijk onderhouden, vergde extra inningen voor de tempel. Zij kregen eerst enkel de stam Juda mee bij hun pogingen exclusief de eredienst van JHWH in de tempel nog toe te laten. Later sloot ook de stam Benjamin zich bij hen aan, maar daarbij bleef het. Deze twee stammen vormden het koninkrijk Juda, met Jeruzalem als hoofdstad. Toen Rechabeam een delegatie ontving van de bevolking, die kwam vragen om de belastingdruk te verminderen, was zijn antwoord dat hij zich verplicht zag zelfs meer belasting te gaan heffen en dat iedereen die het niet met de gang van zaken eens was gestraft zou worden. Hierop scheidden de tien Israëlitische stammen uit het noorden zich af en stelden een eigen koning aan, Jerobeam I aan, een vroegere populaire generaal van Salomo.

## Geschiedenis van het koninkrijk Israël
Na de afsplitsing van het koninkrijk Juda, voer het koninkrijk Israël een geheel eigen koers en dat zou zo blijven tot aan het einde van dit koninkrijk in 722 v.Chr., toen de Assyriërs het annexeerden tot een provincie.

### Jerobeam als eerste koning van Israël
In 922 v.Chr. werd Jerobeam I de officiële koning. Jerobeam maakte Sichem tot zijn hoofdstad en begon er zijn heerschappij over de tien noordelijke stammen. Aan de zuidgrens met Juda kwam het geregeld tot schermutselingen. Als eerste koning van Israël leefde Jerobeam voor de rest van zijn bewindsperiode op voet van oorlog met Juda.
Jeruzalem, waar de Joodse tempel stond, viel nu onder het koninkrijk Juda. Jerobeam diende dus een eigen gefinancierde alternatieve tempeldienst in te stellen, om zoals het grootste deel van de bevolking vroeg de oude religieuze cultus te laten voortbestaan.
Egypte ondervond van de instabiliteit na de splitsing economische en andere nadelen. In 918 v.Chr. was farao Sjosjenq I met een strafexpeditie door Palestina getrokken en richtte verwoestingen aan in zowel Juda als Israël, waar hij Megiddo plunderde. Sjosjenqs zegetocht staat op de tempel in Karnak afgebeeld. Waarschijnlijk betreft het dezelfde persoon als Sisak in de Hebreeuwse Bijbel (1 Koningen 14:2; 2 Kronieken 12:2-9).
Jerobeam was bezorgd dat het deel van zijn bevolking, dat JHWH in de tempel van Jeruzalem ging vereren, anderen zou meesleuren om onder Rechabeams heerschappij te gaan leven. Hij plaatste daarom aan de uiterste noord- en zuidgrens van zijn koninkrijk Israël, namelijk in Bethel en Dan, twee gouden stierkalveren (waarschijnlijk sfinxachtige cherubs) en herbevestigde daarmee de oude cultus voor de Israëlieten, als tegenhanger voor de dienst van JHWH. Dit was volgens de op Jeruzalem georiënteerde priesters die de Bijbel schreven een overtreding van de Tien Geboden. Zij beschouwden deze koning dan ook vanuit hun standpunt als een ketter en rebel, en hij werd in Juda bestempeld als de koning die "Israël liet vervallen tot zonde".
Na zijn dood in 901 v.Chr. werd Jerobeam opgevolgd door zijn zoon Nadab als tweede koning van Israël, die opgevolgd werd door Baasha en vervolgens Ela.

### Keuze van Omri als koning
Toen een zekere Zimri koning Ela vermoordde en zichzelf op de troon plaatste, riep het leger te Gibbeton Omri uit tot koning. Deze leidde het leger naar het koninklijk paleis in Tirza, waar Zimri inzag dat verzet zinloos was, het paleis in brand stak en zelf omkwam (1 Koningen 16:15-19). Na dood van Zimri gaf "de helft van het volk" zijn steun aan de pretendent Tibni. En het duurde enkele jaren voordat Omri erin slaagde Tibni te verslaan.
Omri werd geconfronteerd met een netwerk van religieuze belangen dat zich van over de zuidgrens uitspreidde met zijn hoofdzetel in de jahwistisch geworden tempel in Jeruzalem, die het twistpunt van voor de scheiding was geweest. De invloed van de Levieten was nog steeds aanzienlijk, want zij hadden van in het begin hun stempel op de politieke en ook militaire situatie gedrukt en gingen daar ook mee door, zo mogelijk tot in Israël. Zij waren het die altijd met een beroep op de wet van Mozes en hun profeten bepaalden wie de wereldlijke macht kreeg en op welke voorwaarden hij die kon uitoefenen.
Om de politieke macht buiten de macht van de priesters te houden had Omri een drietal belangrijke maatregelen voorzien. Ten eerste werd het bouwen van altaren op hoge plaatsen, en van tempels volgens de oude moedergodincultus voor Asjtoret (Astarte) en Asjera, uitdrukkelijk weer toegelaten en zelfs aangemoedigd. Priesters voor beide diensten werden buiten de familie van de Levieten aangeduid. En ten slotte werden ook nog tempels voor de Kanaänitische god Baäl bijgebouwd. Het waren drie maatregelen die uiteraard erg negatief bekeken en becommentarieerd werden vanuit het koninkrijk Juda, met name bij monde van de profeten, en die in de Bijbel dan ook vanuit het eenzijdig standpunt van de Joden zijn belicht en veroordeeld. In feite was geen enkele van deze maatregelen echter nieuw. Ze waren ook reeds in zekere mate van toepassing geweest onder het bewind van Jerobeam I. Maar Omri bleek op elk gebied een goed strateeg te zijn.
Omri stabiliseerde ook zijn politieke grenzen en herstelde de betrekkingen met het politieke Jeruzalem door het uithuwelijken van zijn kleindochter Atalia aan de koning van het koninkrijk Juda in het zuiden. Bovendien regelde hij een huwelijk van Izebel van Tyrus met zijn zoon Achab, waarmee hij een belangrijke handelsovereenkomst verzegelde met Fenicië in het noorden.

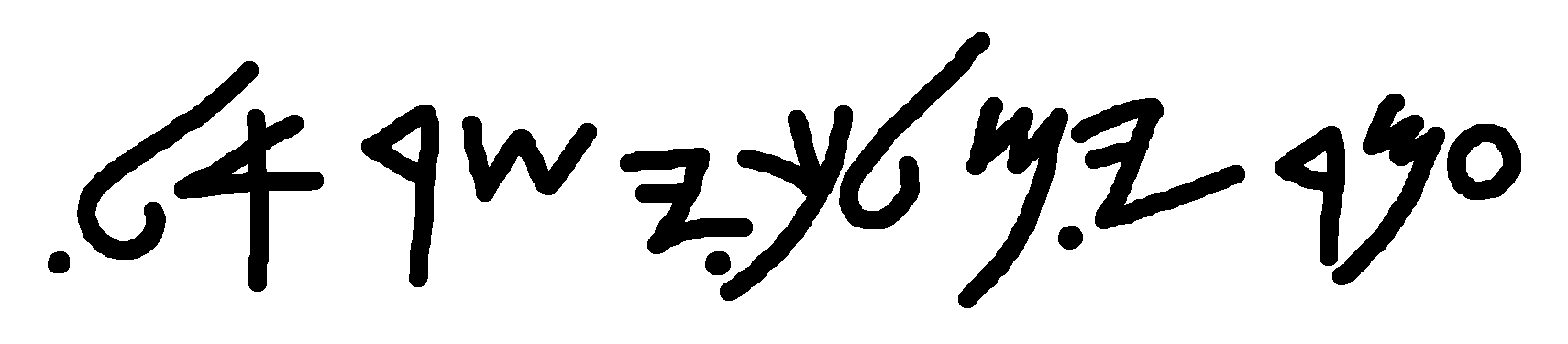
De vermelding Omri koning van Israël op de stèle van de Moabitische koning Mesa

Omri is de eerste koning van zowel Israël als Juda die ook in documenten van andere staten genoemd wordt. Zijn politiek was erop gericht de belangrijke handelsweg dwars door het huidige Jordanië te beheersen, de oeroude karavaanroute, die de Koninklijke Weg genoemd werd. Daartoe was Omri er niet voor teruggeschrokken om het koninkrijk Moab te onderwerpen.
In het laatste jaar van zijn bewind was het zijn grootste onderneming om samen met zijn zoon Achab een buitengewoon paleizencomplex op de top van de heuvel van Samaria te bouwen. Het werd beschermd door een muur met zorgvuldig gekante steenblokken. Lager op de helling kwamen massieve versterkingen rond de buitenstad. De nieuwe hoofdstad Samaria gaf haar naam aan het hele gebied. Later zouden ook de Israëlieten die er de bewoners van waren Samaritanen worden genoemd.
Bij zijn dood liet Omri het koninkrijk Israël na aan zijn zoon Achab. Hiermee slaagde hij erin een dynastie te vestigen, die dan ook die van de Omriden wordt genoemd. Zijn nakomelingen heersten niet alleen voor de volgende veertig jaar over Israël, maar ook kort nog over Juda.
In Assyrische inscripties wordt Israël nog lang na zijn dood "Land van Omri" genoemd.

### Israël onder het bewind van Achab
De juiste periode waarin hij regeerde is onzeker, omstreeks 900 voor onze tijdrekening. William F. Albright plaatst zijn regeringsperiode van 869 - 850 , E. R. Thiele dateert deze van 874 - 853. Achab heeft alleszins gedurende ongeveer 22 jaar geregeerd.
Achab huldigde door toedoen van Isebel een liberale religieuze politiek, waarbij de oude cultus van de regio in ere werd gehouden. Met name ook de Baälcultus, dit zeer tot ongenoegen van de aanhangers van de Jahwehcultus aan de zuidgrens in koninkrijk Juda. Deze tegenkanting had eerder reeds tot de opsplitsing van de twee koninkrijkjes geleid.

#### Politieke daden
Vanuit de assyriologie komen voor het eerst onafhankelijke bronnen van tijdgenoten naar voren ter controle van de Bijbelse historie van die tijd. Zo komen bijvoorbeeld de namen van koningen als Omri, Achab, Jehu in de Assyrische bronteksten voor. En de verslagen sluiten wederzijds op elkaar aan (de nodige respectievelijke overdrijvingen of weglatingen uitgezonderd).
Achab sloot zich aan bij een nieuwe Middellandse Zeetocht van Salmanasser III en zette daarvoor 2000 strijdwagens en 10.000 infanteristen mee in. Ook zijn aartsvijand Ben-Hadad van Damascus, koning van Aram-Damascus, had zich bij deze alliantie aangesloten. De alliantie leverde slag bij Qarqar in de vallei van de Orontes in 853 v.Chr. waar Salmanasser tijdelijk tot staan werd gebracht, al claimt hij in inscripties een grote zege. Het koninkrijk Israël was daarmee tijdelijk veilig tot 841 v.Chr.. Van deze feiten wordt in de Bijbel nergens gewag gemaakt, maar ze staan vermeld in de archieven van het Assyrische rijk.
De Mesa-stele, een gedenksteen van de koning van Moab, herinnert aan de strijd tegen Israël, meer bepaald tegen Achab, zoon van Omri. De stele is gemaakt in 830 v.Chr., maar herinnert aan feiten van enkele decennia eerder. Het is een grote plaat van basalt, in drie stukken teruggevonden, en wordt nu bewaard in het Louvre:
Wat Omri betreft, koning van Israël, hij vernederde Moab vele jaren... En zijn zoon volgde hem op en ook hij zei: 'ik zal Moab vernederen'. Zo sprak hij in mijn tijd, maar ik overwon hem en zijn huis, terwijl Israël onderging voor immer.

#### Bouwwerken
Achab had in Samaria een 'ivoren paleis' gebouwd. Opgravingen tonen Fenicisch fijn snijwerk waarin de culturele invloed van Izebel uit Tyrus herkenbaar is. Hij herbouwde ook Hazor en Megiddo. En "Salomo's stallen" daar waren in feite door Achab gebouwd. Waarschijnlijk waren het eerder magazijnen met garnizoensvoorraden, zoals ook uit opgravingen in Tell es-Seba is gebleken. Eveneens werden er onder zijn bewind op meerdere plaatsen in Israël noodzakelijke maar zeer geraffineerde waterwerken met diepe grote schacht en trappen zoals in Megiddo uitgevoerd door hoogst bekwame ingenieurs uit het noorden.

### Israël onder het bewind van Izebel
Van 849 v.Chr. tot 842 v.Chr. was Joram, zoon van Achab en Izebel, koning van Israël, maar hij was nog erg jong.
Izebel was van Fenicische afkomst en had een verfijnde opvoeding genoten. Achab had in Samaria dan ook een legendarisch 'ivoren paleis' gebouwd, volgens aanwijzingen van haar kunstzinnige smaak. Opgravingen tonen inderdaad Fenicisch fijn snijwerk, waarin de culturele invloed uit Tyrus duidelijk herkenbaar is.
In de laatste regeringsjaren van Achab en Izebel was de oppositie tegen hun liberale religieuze politiek nog voortdurend aangewakkerd door een van de vroege profeten, die als het ware het primitieve woestijngeweten van de 'zonen van Israël' belichaamden. Vaak trokken zij in groepen in extase uit, zingend en dansend en orakelachtige uitspraken doend. Ze werden door velen als gek beschouwd, maar hadden ook hun aanhangers.
Toen Achab in de veldslag gestorven was, bleef koningin-moeder Izebel de macht achter de schermen uitoefenen, terwijl twee van hun jonge zonen kort na elkaar over het koninkrijk Israël regeerden.
Elia, de profeet en grootste religieuze rivaal van het koningspaar in het noorden, was intussen ook gestorven ('in een rookzuil opgegaan'), maar zijn haatcampagne jegens met name Izebel werd door zijn opvolger-leerling Elisa voortgezet.

## Verzwakking van Israël

### Coup tegen Izebel
Elisa organiseerde een militaire coup tegen Izebel en riep legeraanvoerder en strijdwagenrijder Jehu tot koning uit 'in naam van de Heer'. Deze trok onmiddellijk naar de vlakte van Jizreël waar koningin Izebel met haar zoon koning Joram verblijf hield. Toen Joram van Israël en zijn neef Ahazia van Juda, die daar eveneens aanwezig was, uitreden op weg naar onderhandelingen, werden ze meedogenloos met pijlen doorboord. Toen Jehu met zijn gevolg bij het paleis aankwam en Izebel in het staatsievenster verscheen, gaf hij zijn schutters opdracht pijlen op haar af te vuren en liet haar uit het venster naar beneden werpen, waarop hij met zijn wagen het lijk van de koningin onherkenbaar vermorzelde. De hele koninklijke familie (een 70-tal leden) werd daaropvolgend uitgemoord.
Jehu riep daarna al de Baälpriesters en vereerders in hun tempel in Samaria bijeen voor een 'offer', maar liet allen afslachten en de tempel met de grond gelijk maken. Deze gewelddadige gebeurtenissen leidden voor het koninkrijk Israël een episode van riskante zwakte in voor de daarop volgende vijftig jaar. Ook in koninkrijk Juda duurde het een hele tijd vooraleer er stabiel bestuur werd ingesteld.
De moord op Izebel was in feite een politieke aanslag op de religie van de Godin. Na de dood van Izebel was het haar dochter Atalja, die aan de moordpartij ontkomen was, die de troon van koninkrijk Juda opeiste en besteeg, en in de zes jaar van haar regering aldaar de oude 'heidense' cultus tot groot ongenoegen van de jahwehistische priesters door het hele land opnieuw vestigde.

### Israël onderhorig aan Assyrië

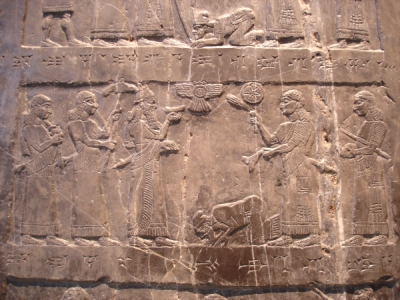
Zwarte obelisk (British Museum) toont Jehu knielend, de grond kussend aan de voeten van Salmanasser III.

Salmanasser III trok in 841 v.Chr. opnieuw naar Syrië maar nu ook naar noord Israël, en verwoestte er volgens zijn inscripties talloze steden. Hij vorderde schatten van Tyrus, Sidon en „Jehu, zoon van Omri” (dat wil zeggen van het huis van Omri). Onder het bewind van Achab, die een alliantie met onder meer Aram/Damascus tegen Assyrië had aangegaan, was Israël nog een onafhankelijke en belangrijke regionale macht. Onder Jehu werd het aan Assyrië onderhorig gemaakt, zoals blijkt op de afbeelding die Salmanassar III liet maken op de zwarte obelisk.
Jehu regeerde nog tot 815 v.Chr. en werd opgevolgd door Joahaz en Johas.

### Israël onder Jerobeam II
Van 786 v.Chr. tot 746 v.Chr. was Jerobeam II Koning van Israël. Onder zijn heerschappij was er vrede en een relatieve opbloei, omdat hij goede betrekkingen onderhield met de buurlanden, ook met het koninkrijk Juda, waar toen eveneens een bloeiperiode heerste. Hij werd in 745 v.Chr. opgevolgd door Menachem die tot 738 regeerde.

## Assyrische provincie
In 745 kwam ook Tiglat-Pileser III in Assyrië op de troon. Deze stelde overal in de provincies ter plaatse Assyrische bestuurders aan en eiste schatting van Israël onder koning Menachem.
Na Menachem werd in 738 v.Chr. Pekachja, zijn zoon, koning. Maar hij werd in 737 vermoord door Pekach, de legeraanvoerder die via deze militaire coup Pekachja als koning opvolgde.
In 734 v.Chr. kwam Tiglatpileser III met zijn leger terug langs de Filistijnse kust tot Gaza, waar hij garnizoen legde. Daarna viel hij Israël binnen, verwoestte Hazor en Megiddo en plaatste vazal Hosea ben Ela in Samaria op de troon. Hij deelde de rest van Israël in drie Assyrische provincies in. Maar Pekach vormde een coalitie met Damascus, Ammon, Moab, Edom en enkele oude Filistijnse stadstaten.
En toen in 727 v.Chr. Tiglatpileser III stierf poogde Pekach opnieuw een opstand. Israël had zelfs nu de les niet geleerd en in 724 v.Chr. kwam Salmanasser V binnenvallen om orde op zaken te stellen. Hosea, die onbekwaam was geacht, werd gevangengezet wanneer hij voor de grootvorst verscheen voor vredesonderhandelingen. Salmanassar belegerde daarna ook Samaria, wat 2 jaar in beslag nam, omdat het zich weigerde over te geven.
In 722 v.Chr. viel Israël daarmee definitief in handen van de Assyriërs. Dit betekende het einde van het noordelijk koninkrijk Israël en van de Israëlieten als zodanig. Grote aantallen van hen werden gedeporteerd en kwamen in Assyrië terecht, waar zij gebieden toegewezen kregen om te wonen (2 Kon. 17:6). Zij kwamen bekend te staan als de 'verdwenen of verloren stammen'.
Vanaf 721 v.Chr. werd Samaria herbevolkt met gedeporteerden uit Syrië, Babylon en Arabië. Deze hebben zich vermengd met achtergebleven Israëlieten. Daaruit zijn de in het Nieuwe Testament genoemde Samaritanen ontstaan.

## Wetenschappelijke visie

### Kritiek op de Bijbelse 'verovering'
De hierboven gegeven beschrijving van het verschijnen van het volk Israël in Kanaän is een weergave van het zogenaamde Conquest Model. Tegenwoordig geldt deze visie, die vrijwel geheel aan de Bijbel ontleend is, als achterhaald. Er zijn nauwelijks nog historici die dit 'veroveringsmodel' verdedigen. Het is onmogelijk gebleken deze theorie in overeenstemming te brengen met de aan de archeologie ontleende gegevens. Het wordt waarschijnlijker geacht dat de Israëlieten afstammen van de Kanaänieten. In de tijd waarin de Bijbel de verovering van Kanaän situeert, zouden deze Israëlieten de heuvels zijn gaan bevolken terwijl de Kanaänieten (later Feniciërs genoemd) achterbleven in de kustvlakte.

### Kritiek op het bestaan van een 'verenigd koninkrijk'
Volgens de Bijbelse overlevering omvatte het rijk van David en Salomo zowel het latere koninkrijk Israël als het latere koninkrijk Juda. Pas na de dood van Salomo zou dit 'verenigd koninkrijk' uiteen zijn gevallen. In de rest van Voor-Azië is sprake van opkomende monarchieën ná 900 v.Chr. De tijd voordien (IJzertijd I) werd gekenmerkt door politieke versnippering. Indien de Bijbelse overlevering de ontwikkeling correct weergeeft, wijkt de ontwikkeling in Kanaän dus af van de ontwikkeling in de regio als geheel. Er is over de periode tussen de zestiende en de achtste eeuw v.Chr., ondanks vele opgravingen en onderzoekingen, maar heel weinig gevonden. Er is geen historisch of archeologisch bewijs voor het bestaan van een krachtige monarchie onder de koningen Saul, David en Salomo.

### Alternatieve tijdrekening
Sommige wetenschappers – zoals Israel Finkelstein en Neil Asher Silberman – hebben op grond van archeologische gegevens van de laatste dertig jaar kritische kanttekeningen bij de historiciteit van de Bijbelse gegevens geplaatst. Volgens hen hebben de grote rijken van David en Salomo niet bestaan en dient de geschiedenis tot en met Salomo volledig herschreven te worden. Volgens beide onderzoekers is de geschiedenis van de oude Israëlieten als volgt verlopen:
- Tot 1005: Het hoogland van Kanaän werd geleidelijk bevolkt in de late bronstijd door een groep mensen, de Hebreeën of Israëlieten, die geen varkensvlees aten. Er is in die periode geen aanwijzing voor een vijandige overname van buiten; de Israëlieten stammen af van de Kanaänieten.
- 1005–931: De grote rijken van de koningen David en Salomo hebben in de overgeleverde vorm NIET bestaan: het land was dunbevolkt en kon niet genoeg belasting opbrengen om een leger in stand te houden.
- 931–724: Tot in de late 7e eeuw voor Christus waren de Israëlieten polytheïstisch. De aan Salomo toegeschreven bouwwerken waren van koning Omri en zijn nazaten, die polytheïstisch waren en Israël tot grote bloei brachten; Juda was in die periode een arme landbouwstaat. In 724 wordt Israël ingelijfd in het Assyrische rijk en houdt het op te bestaan.
- 724–586: Het koninkrijk Juda beleefde een grote bevolkingstoename door vluchtelingen uit Israël toen dit door de Assyriërs veroverd werd, en het bloeide op onder Manasse dankzij een lucratieve olijfoliehandel. Het monotheïsme werd gecultiveerd vanuit Jeruzalem, en kwam tot een culminatie onder koning Josia, die (vergeefs) het zwaard opnam tegen de grootmacht Egypte, toen die staat in 609 tegen Babylon optrok. In 586 werd Juda ingelijfd in het Babylonische rijk.

Hun kritiek is echter niet onomstreden; de tijdrekening die Finkelstein en Silberman hanteren zou niet de enig mogelijke zijn.